# Juan Olivares
Juan Segundo Olivares Marambio (né le 20 février 1941 à Viña del Mar au Chili) est un joueur de football international chilien, qui évoluait au poste de gardien de but.

## Biographie

### Carrière en sélection
Avec l'équipe du Chili, il dispute 33 matchs (pour aucun but inscrit) entre 1965 et 1974. 
Il figure notamment dans le groupe des sélectionnés lors des Coupes du monde de 1966 et de 1974. Il dispute 3 matchs lors du mondial 1966 organisé en Angleterre.

## Palmarès
Santiago Wanderers
- Championnat du Chili (1) :
  - Champion : 1969.

- Coupe du Chili (1) :
  - Vainqueur : 1961.